# Sulzbach (Aichach)
Sulzbach (ⓘ) ist ein Pfarrdorf und Stadtteil von Aichach im Landkreis Aichach-Friedberg, der zum Regierungsbezirk Schwaben in Bayern gehört.

## Geographie
Sulzbach liegt im Donau-Isar-Hügelland und damit im Unterbayerischen Hügelland, das zum Alpenvorland, einer der Naturräumlichen Haupteinheiten Deutschlands, gehört.
Sulzbach liegt circa fünf Kilometer südwestlich der Altstadt von Aichach. Direkt südwestlich anliegend an Sulzbach liegt die Gemeinde Obergriesbach.
500 m östlich von Sulzbach fließt die Paar von Südwesten nach Nordosten. Von Nordwesten von Griesbeckerzell kommt der Schindbach geflossen, der knapp östlich von Sulzbach nach Norden ins Paartal einschwenkt und nördlich von Sulzbach in die Paar einmündet.
Direkt östlich an Sulzbach vorbei verläuft die Paartalbahn von Augsburg-Hochzoll nach Ingolstadt.

## Geschichte

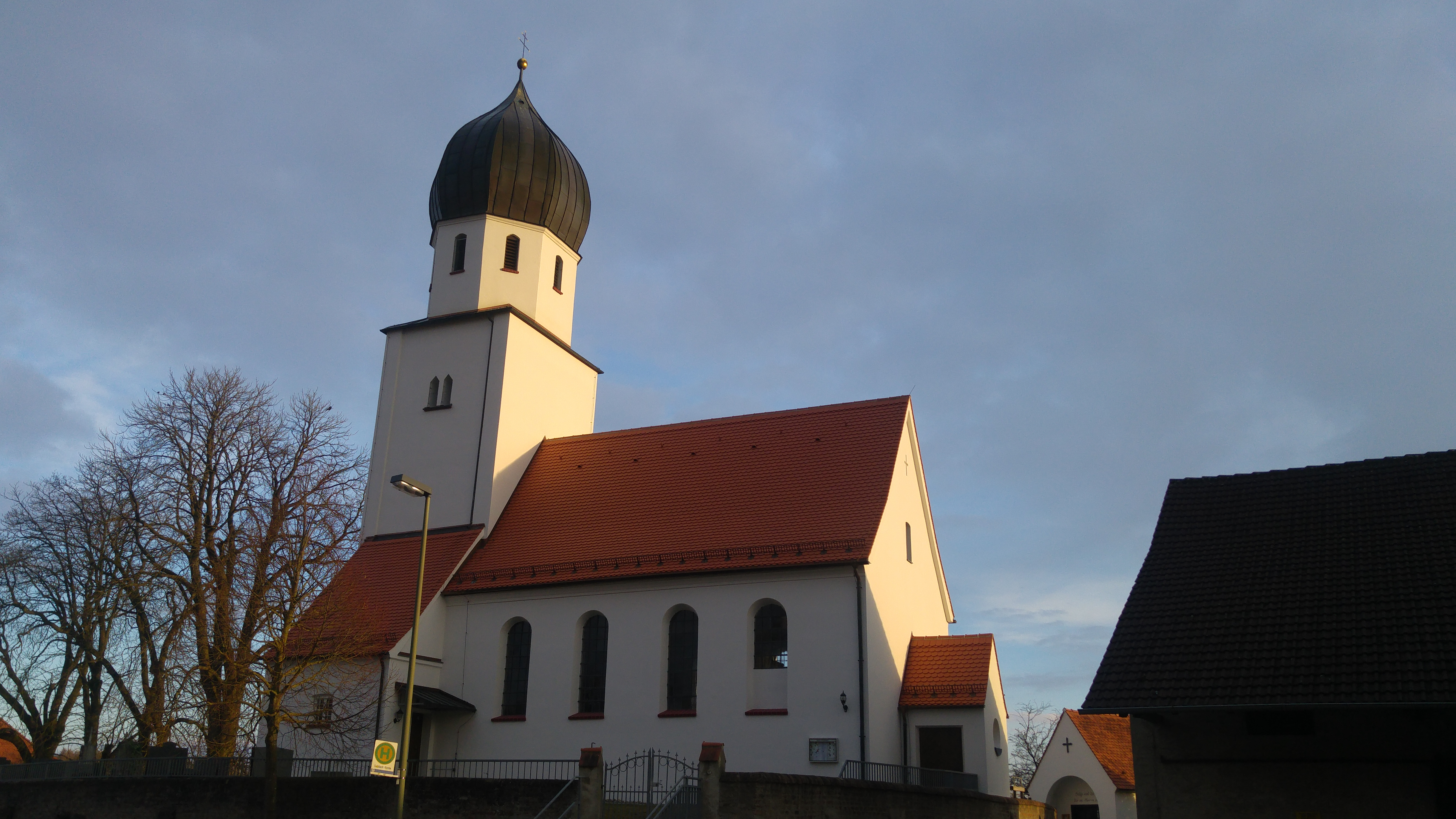
Kirche St. Verena

Die katholische Pfarrei Sankt Verena in Sulzbach gehört zur Pfarreiengemeinschaft Obergriesbach im Dekanat Aichach-Friedberg im Bistum Augsburg.
Am 1. Januar 1972 wurde die bis dahin im Landkreis Aichach selbständige Gemeinde Sulzbach im Zuge der Gebietsreform in Bayern in die Stadt Aichach eingemeindet. Am 1. Juli 1972 kam Aichach mit seinen Stadtteilen in den neu gegründeten Landkreis Aichach-Friedberg (bis zum 30. April 1973 mit der Bezeichnung Landkreis Augsburg-Ost).

## Bodendenkmäler
Siehe: Liste der Bodendenkmäler in Aichach